# Абаилское месторождение
Абаилское (Абайылинское) месторождение — месторождение железных руд на территории Тюлькубасского района Туркестанской области Казахстана, в 15 км к северу от железнодорожной станции Абаил. Расположено на юго-восточном склоне хребта Каратау. Разведка и освоение месторождения ведётся с 1942 года.

## Строение
В составе геологических структур среднего и верхнего кембрия (залежь Коскол) лежат известняки, углеродисто-кремнистые сланцы, алевролиты, песчаники, конгломераты и роговики.
Рудные тела, общее количество которых свыше 30, протянулись на 3,7 км; поперечными трещинами разделены на 5 изолированных частей. Рудное тело выпуклой формы. Длина до 500 м, мощность 120 м, залегают на глубине 500 м. Зона окисления находится на глубине 15—20 м. Главные минералы пояса — гидрогетит, гётит, турьит. Содержание железа до 45 %. Ниже зоны окисления расположены сидериты, анкериты, пириты. В их составе — 32 % железа, в незначительном количестве — медь, мышьяк, кобальт, цинк, молибден. Общие запасы месторождения 23 млн т.
Разрабатывается открытым способом. Руды используются без обогащения.